# De mannentester (televisieserie)
De mannentester is een Nederlandse dramaserie uit 2017, uitgezonden door KPN Presenteert. De eerste aflevering werd uitgezonden op 22 april 2017. De televisieserie is gebaseerd op de gelijknamige roman van Heleen van Royen en werd geproduceerd door Endemol Shine Nederland. In juli 2020 verscheen de serie op Videoland.

## Verhaal
Victoria Kramer is een femme fatale die een bureau runt waarmee ze zich laat inhuren als mannentester door echtgenotes, vriendinnen en andere belanghebbenden om hun mannen te testen op hoe betrouwbaar ze zijn en of ze de verleiding van het vreemdgaan kunnen weerstaan. Hiermee wordt ze geholpen door haar assistent Rox. Later in het verhaal krijgt Victoria te maken met een heel andere wending in haar leven als haar wordt verteld dat haar vader is overleden, die ze na de scheiding van haar ouders op jonge leeftijd maar amper kent. Als Victoria een huis van hem erft, begint ze een zoektocht naar waarom zij hiervan eigenaar is geworden. Hiermee komt ze tot de ontdekking dat haar verleden met haar ouders, rond haar geboorte anders moet zijn geweest dan haar moeder altijd beweert.

## Rolverdeling
| Acteur                                     | Personage             |
| Hoofdrollen                                | Hoofdrollen           |
| ------------------------------------------ | --------------------- |
| Eva van de Wijdeven                        | Victoria Kramer       |
| Puck Pomelien Busser                       | Rox                   |
| Renée Fokker                               | Sofia                 |
| Guy Clemens                                | Fintan Kroon          |
| Gijs Blom                                  | Noah Kramer           |
| Gastrollen                                 |                       |
| Aflevering 1: Olivier (22 april 2017)      |                       |
| Hugo Haenen                                | Olivier Maes          |
| Sanneke Bos                                | Belle Maes            |
| Julia Nauta                                | Lieve Maes            |
| Aus Greidanus sr.                          | Adriaan               |
| Aflevering 2: Barbara (29 april 2017)      |                       |
| Karien Noordhoff                           | Barbara van Loon      |
| Porgy Franssen                             | Philippe van Loon     |
| Mingus Dagelet                             | Alex van Loon         |
| Aflevering 3: Justine (6 mei 2017)         |                       |
| Mehrnoush Rahmani                          | Justine Egmond        |
| Vincent Croiset                            | Meindert van Brugge   |
| Mustafa Duygulu                            | Elias de Pater        |
| Maaike Martens                             | Sjaan van Brugge      |
| Aflevering 4: Marco (13 mei 2017)          |                       |
| Ali Ben Horsting                           | Marco                 |
| Liliana de Vries                           | Julia                 |
| Fabian Jansen                              | Arjen                 |
| Juliette van Ardenne                       | Fenna / Misty         |
| Aflevering 5: Lady Jane (20 mei 2017)      |                       |
| Birgit Schuurman                           | Lady Jane             |
| Daphne de Winkel                           | Gerda                 |
| Elise van 't Laar                          | Linda                 |
| Aflevering 6: Gerard (27 mei 2017)         |                       |
| Dic van Duin                               | Gerard                |
| Margot Peelen                              | jonge Victoria Kramer |
| Tonko Bossen                               | Joshua                |
| Aflevering 7: De Nooijer (3 juni 2017)     |                       |
| Henk Poort                                 | Ed                    |
| Ria Eimers                                 | Jannie                |
| Leo Alkemade                               | Ron                   |
| Huub Smit                                  | Donny                 |
| Kristen Denkers                            | Chantal               |
| Christopher Parren                         | Maurits               |
| Aflevering 8: Eline (10 juni 2017)         |                       |
| Jose Kuijpers                              | Eline                 |
| Sophie Höppener                            | Maud                  |
| Tim Olivier Somer                          | Auke                  |
| Ko van den Bosch                           | Frans                 |
| Urmie Plein                                | Yvonne                |
| Aflevering 9: Kaan (17 juni 2017)          |                       |
| Sinan Eroglu                               | Kaan                  |
| Yootha Wong-Loi-Sing                       | Jae                   |
| Sih Ali Yalçiner                           | grootvader Aydin      |
| Elsje Scherjon                             | mevrouw De Waal       |
| Aflevering 10: Arnaud Wisse (24 juni 2017) |                       |
| Raymond Thiry                              | Arnaud                |
| Keja Kwestro                               | Julie                 |
| Wouter Zweers                              | Peter                 |